# 琴ヶ梅剛史
琴ヶ梅 剛史（ことがうめ つよし、1963年10月5日 - ）は、富山県婦負郡八尾町（現・富山市）出身で佐渡ヶ嶽部屋に所属した元大相撲力士。本名は北山 聡。身長180cm、体重187kg。得意技は右四つ、寄り、突き。最高位は東関脇。

## 来歴

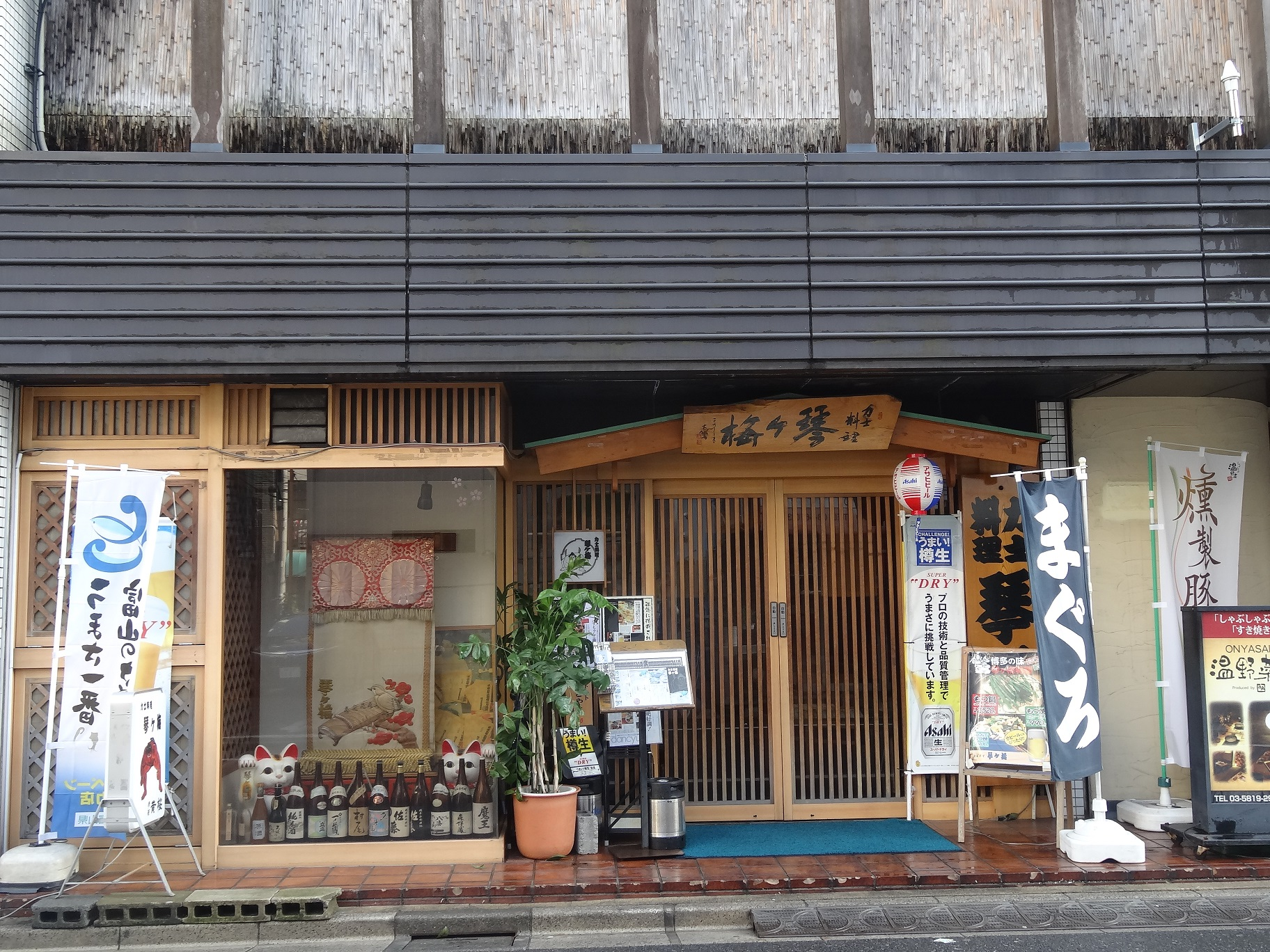
力士料理 琴ヶ梅外観

「花のサンパチ組」（昭和38年生まれ）の一人。昭和54年3月場所、佐渡ヶ嶽部屋から初土俵。当初は本名の北山で取っていたが二代目梅ヶ谷から梅の一字をもらい「琴ヶ梅」と改名する。午前2時から起きて寺尾や益荒雄と共に相撲教習所へ赴いて稽古をしたその熱心さから新弟子の頃より期待され昭和59年3月場所で新十両、翌昭和60年3月場所で新入幕を果たした。
兄弟子の琴風を一回り小さくしたような風貌で、膝のサポーターまで一緒だった。昭和60年11月場所で新小結、翌昭和61年7月場所に新関脇に昇進しその場所3大関に勝ち技能賞。アンコ型を生かしたぶちかまし、叩かれても落ちない重心が低く粘り強い押し相撲を持ち味に、昭和63年には当時連勝記録を伸ばしていた昭和の大横綱・千代の富士と物言いの付く一番（後述）を取るなど上位を大いに苦しめ、当時三役の常連だった逆鉾や栃乃和歌らと共に、「大関候補」とも呼ばれていた。1988年1月場所、1横綱1大関に勝ち12勝し3回目の敢闘賞。5月場所は1横綱2大関に勝ち殊勲賞。
平成元年7月場所で2大関に勝ち敢闘賞・9月場所は1横綱1大関に勝ち技能賞、と関脇の地位で2場所連続で10勝5敗の二桁勝利を達成。翌11月場所に唯一の大関獲りに挑んだが、8勝7敗に終わり失敗に終わった（この期間は関脇を6場所維持）。この頃が絶頂期であり、以後は酒好きから来る糖尿病や膝の負傷、腰痛で稽古が不足して前に出る相撲が取れなくなった。1990年代に入るとめっきり力が落ち、はたかれて頻繁に落ちるようになり、「質の良い洗剤でよく落ちますねえ。昔は質の悪い洗剤で落ちなかったんですけど」とNHK大相撲放送の解説を務めていた出羽錦らに残念がられつつ酷評された。そしてついには幕内を維持できなくなり十両に陥落。しかし全盛期の時と変わらない思いで支えてくれた1人の女性ファンと結婚して再起を図った。そうして1度目は11勝4敗の成績で優勝して1場所で戻るも長くはもたず再度陥落、結局三役通算在位18場所だが、大関昇進を果たせず平成9年5月場所を最後に引退した。
引退後は年寄・錣山を襲名。後に大鳴戸に名跡変更し（借株）、佐渡ヶ嶽部屋の部屋付き親方として後進の指導に当たったが、平成19年11月場所千秋楽を最後に日本相撲協会を退職した。現在では東京・錦糸町と八丁堀で「力士料理 琴ヶ梅」を経営する。「水晶鍋」と称する佐渡ヶ嶽部屋伝統の塩ちゃんこと自身の現役時代の四股名に因んだ梅酒が看板メニュー。琴ヶ梅は店主として店頭にいるちゃんこ店経営者の代表格という評判である。ちゃんこ店経営の傍ら、現役時代から仲がよかった寺尾が運営する錣山部屋の師範代をつとめている。

## 千代の富士53連勝との因縁
千代の富士とは22回の対戦で1勝しか挙げてないが、その1勝というのが、千代の富士が53連勝の1勝目を挙げる昭和63年夏場所7日目（花乃湖戦）の前日（6日目）に押し出しで破ったものである。また、53連勝のうち16連勝目も琴ヶ梅との対戦であるが、この相撲も琴ヶ梅が立合いから一気の押しで千代の富士を土俵際まで追い詰める。下がりながら左上手を取った千代の富士が土俵際で左足一本で残りながら頭を押さえながらの上手投げ。木村庄之助の軍配は琴ヶ梅に上がるも、物言いがつき、取り直しの末、千代の富士、薄氷の勝利。ちなみに、この時正面の審判長席に座っていて、場内アナウンスをしたのが、千代の富士の師匠である九重（元北の富士）だった。千代の富士の53連勝の中で物言いがついた取組はこの一番だけであり、内容的に見ても最も危なかった一番で、この頃の琴ヶ梅が力士として実力的に充実していたことを表している。

## エピソード
琴ヶ梅の同部屋同期生には同志社大学出身の元高校横綱と元学生横綱の実績を誇る当時の超大物であった琴藤沢（ただしデビューは怪我のために3場所遅れた）や日本大学出身の元高校横綱であった琴花田といった逸材が存在したが、両名とも関取昇進を果たせなかった。またいっしょにスカウトされた琴ヶ谷という力士もいたが、こちらも関取になれずに廃業している。ちなみに琴ヶ梅と琴ヶ谷の四股名は同地出身の横綱2代梅ヶ谷にちなんだものであり、間のヶは共通として梅と谷を2人で分け合ったものである。
益荒雄と同学年の寺尾と仲が良かったが、寺尾には20勝12敗と大きく勝ち越し、益荒雄には相性がよく、対戦成績では8-0と一度も負けなかった。
私生活では長らく、子宝に恵まれなかったが引退相撲の翌月に長男を授かっている。引退相撲の記事では身重の夫人が支度部屋で琴ヶ梅のネクタイを締め直している写真が掲載されている。
同郷である女優の柴田理恵とは幼少時から交流がある。柴田によれば、幼少時は気が優しく、相撲界でやっていけるか心配だったという。今町のそば屋「ふくろ亭」は八尾町で最も大きい寺院である「聞名寺」の入り口にあるが、「ふくろ亭」の女将は琴ヶ梅の叔母である。
襲名した年寄・錣山、大鳴戸は共に借株であった。1998年5月から2002年9月まで年寄名跡の貸し借りは原則禁止されていたが、琴ヶ梅は同時に公表された年寄名跡所有者一覧の中で年寄名跡借用者の1人として公表されており、借用者として公表された者は現状の所有者からのみ年寄名跡を借り続けられることが認められていた為、錣山を所有する寺尾から借用し続けた。しかし、寺尾が十両に陥落し引退間近となり名跡変更を余儀なくされたが、新たに別の人物から年寄名跡を借用することが出来ないため、形式上、大鳴戸を所有していた出島から譲渡されたという手順を踏んで、大鳴戸を暫定的に取得し襲名した。

## 主な成績
- 通算成績：691勝663敗37休 勝率.510
- 幕内成績：369勝389敗22休 勝率.487
- 現役在位：110場所
- 幕内在位：52場所
- 三役在位：18場所（関脇12場所、小結6場所）
- 三賞：7回
  - 殊勲賞：1回 (1988年5月場所)
  - 敢闘賞：4回 (1985年9月場所、1986年1月場所、1988年1月場所、1989年7月場所)
  - 技能賞：2回 (1986年7月場所、1989年9月場所)
- 金星：2個（北勝海1個、大乃国1個）
- 各段優勝
  - 十両優勝：1回（1992年5月場所）
  - 三段目優勝：2回（1981年9月場所、1982年1月場所）

### 場所別成績
| | 一月場所 初場所（東京） | 三月場所 春場所（大阪） | 五月場所 夏場所（東京） | 七月場所 名古屋場所（愛知） | 九月場所 秋場所（東京） | 十一月場所 九州場所（福岡） |
| --- | ----------------------- | ----------------------- | ----------------------- | --------------------------- | ----------------------- | --------------------------- |
| 1979年 （昭和54年） | x                       | （前相撲）              | 東序ノ口6枚目 4–3       | 東序二段88枚目 3–4          | 東序二段103枚目 4–3     | 東序二段81枚目 4–3          |
| 1980年 （昭和55年） | 東序二段56枚目 4–3      | 東序二段33枚目 3–4      | 西序二段52枚目 4–3      | 西序二段33枚目 3–4          | 東序二段49枚目 4–3      | 西序二段20枚目 4–3          |
| 1981年 （昭和56年） | 西序二段筆頭 5–2        | 東三段目61枚目 3–4      | 西三段目72枚目 3–4      | 西三段目84枚目 4–3          | 西三段目73枚目 優勝 7–0 | 東幕下58枚目 2–5            |
| 1982年 （昭和57年） | 西三段目18枚目 優勝 7–0 | 西幕下23枚目 5–2        | 東幕下12枚目 2–5        | 東幕下29枚目 2–5            | 西幕下51枚目 4–3        | 東幕下42枚目 3–4            |
| 1983年 （昭和58年） | 西幕下52枚目 6–1        | 東幕下23枚目 4–3        | 東幕下17枚目 3–4        | 西幕下24枚目 4–3            | 西幕下19枚目 4–3        | 東幕下14枚目 6–1            |
| 1984年 （昭和59年） | 東幕下2枚目 5–2         | 西十両11枚目 7–8        | 西十両13枚目 6–9        | 西幕下2枚目 5–2             | 西十両13枚目 10–5       | 東十両7枚目 10–5            |
| 1985年 （昭和60年） | 東十両3枚目 11–4        | 西前頭12枚目 8–7        | 東前頭9枚目 7–8         | 東前頭11枚目 8–7            | 西前頭7枚目 9–6 敢      | 西小結 7–8                  |
| 1986年 （昭和61年） | 東前頭筆頭 9–6 敢       | 西小結 6–9              | 東前頭2枚目 8–7         | 東小結 9–6 技               | 東関脇 8–7              | 東関脇 6–9                  |
| 1987年 （昭和62年） | 西前頭筆頭 0–3–12       | 西前頭13枚目 8–7        | 東前頭11枚目 8–7        | 西前頭5枚目 6–9             | 西前頭10枚目 9–6        | 東前頭3枚目 5–10            |
| 1988年 （昭和63年） | 東前頭7枚目 12–3 敢★    | 東小結 8–7              | 西関脇 8–7 殊           | 西関脇 8–7                  | 西関脇 8–7              | 西関脇 5–10                 |
| 1989年 （平成元年） | 東前頭3枚目 8–7 ★       | 東小結 8–7              | 東関脇 8–7              | 東関脇 10–5 敢              | 東関脇 10–5 技          | 東関脇 8–7                  |
| 1990年 （平成2年） | 西関脇 8–7              | 西関脇 7–8              | 西小結 4–11             | 東前頭7枚目 8–7             | 東前頭3枚目 7–8         | 西前頭4枚目 7–8             |
| 1991年 （平成3年） | 西前頭5枚目 7–8         | 東前頭7枚目 8–7         | 東前頭3枚目 8–7         | 西前頭筆頭 6–9              | 西前頭5枚目 5–10        | 東前頭10枚目 8–7            |
| 1992年 （平成4年） | 西前頭8枚目 5–10        | 東前頭14枚目 3–12       | 東十両6枚目 優勝 11–4   | 東前頭15枚目 8–7            | 西前頭10枚目 6–9        | 東前頭13枚目 7–8            |
| 1993年 （平成5年） | 東前頭15枚目 2–3–10     | 西十両8枚目 休場 0–0–15 | 西十両8枚目 8–7         | 東十両7枚目 9–6             | 東十両6枚目 8–7         | 東十両4枚目 8–7             |
| 1994年 （平成6年） | 西十両3枚目 10–5        | 西前頭15枚目 8–7        | 西前頭13枚目 8–7        | 西前頭11枚目 7–8            | 東前頭14枚目 5–10       | 東十両2枚目 9–6             |
| 1995年 （平成7年） | 東前頭16枚目 5–10       | 西十両3枚目 6–9         | 東十両7枚目 8–7         | 西十両5枚目 8–7             | 東十両3枚目 6–9         | 東十両7枚目 9–6             |
| 1996年 （平成8年） | 西十両4枚目 6–9         | 東十両9枚目 6–9         | 西十両11枚目 8–7        | 西十両10枚目 6–9            | 西十両13枚目 9–6        | 西十両10枚目 8–7            |
| 1997年 （平成9年） | 西十両5枚目 5–10        | 西十両10枚目 7–8        | 西十両11枚目 引退 2–9–0 | x                           | x                       | x                           |
| 各欄の数字は、「勝ち-負け-休場」を示す。 優勝 引退 休場 十両 幕下 三賞：敢=敢闘賞、殊=殊勲賞、技=技能賞 その他：★=金星 番付階級：幕内 - 十両 - 幕下 - 三段目 - 序二段 - 序ノ口 幕内序列：横綱 - 大関 - 関脇 - 小結 - 前頭（「#数字」は各位内の序列） |                         |                         |                         |                             |                         |                             |

### 幕内対戦成績
| 力士名     | 勝数 | 負数 | 力士名   | 勝数 | 負数 | 力士名   | 勝数 | 負数 | 力士名   | 勝数 | 負数 |
| ---------- | ---- | ---- | -------- | ---- | ---- | -------- | ---- | ---- | -------- | ---- | ---- |
| 蒼樹山     | 0    | 1    | 青葉城   | 2    | 2    | 安芸乃島 | 9    | 7    | 曙       | 1    | 0    |
| 朝潮       | 10   | 5    | 朝乃若   | 3    | 1    | 旭里     | 1    | 1    | 旭富士   | 7    | 22   |
| 板井       | 8    | 4    | 恵那櫻   | 2    | 2    | 巨砲     | 11   | 5    | 大錦     | 3    | 1    |
| 大乃国     | 9(1) | 12   | 大若松   | 2    | 1    | 小城錦   | 1    | 1    | 小城ノ花 | 5    | 3    |
| 魁輝       | 1    | 1    | 春日富士 | 8    | 7    | 北勝鬨   | 3    | 5    | 騏ノ嵐   | 2    | 0    |
| 旭豪山     | 3    | 0    | 旭道山   | 4    | 3    | 鬼雷砲   | 5    | 4(1) | 霧島     | 10   | 15   |
| 起利錦     | 7    | 3    | 麒麟児   | 2    | 5    | 久島海   | 5    | 2    | 蔵間     | 4    | 1    |
| 剣晃       | 2    | 0    | 高望山   | 2    | 3    | 小錦     | 9    | 16   | 逆鉾     | 10   | 14   |
| 佐田の海   | 4    | 4    | 薩洲洋   | 4    | 2    | 陣岳     | 9    | 8    | 大至     | 1    | 2    |
| 太寿山     | 11   | 7    | 大翔鳳   | 2    | 3    | 大翔山   | 4    | 3    | 大善     | 1    | 3    |
| 大徹       | 2    | 3    | 貴闘力   | 2    | 4    | 隆の里   | 1    | 0    | 貴ノ浪   | 1    | 4    |
| 貴乃花     | 1    | 2    | 孝乃富士 | 7    | 3    | 隆三杉   | 5    | 9    | 多賀竜   | 3    | 2    |
| 大刀光     | 0    | 1    | 立洸     | 3    | 1    | 玉海力   | 0    | 2    | 玉龍     | 6    | 3    |
| 千代の富士 | 1    | 21   | 常の山   | 1    | 1    | 寺尾     | 17   | 11   | 出羽の花 | 6    | 3    |
| 闘竜       | 3    | 2    | 時津洋   | 3    | 3    | 栃司     | 8    | 2    | 栃剣     | 3    | 2    |
| 栃乃和歌   | 9    | 9    | 巴富士   | 2    | 2    | 智乃花   | 0    | 1    | 豊ノ海   | 3    | 6    |
| 浪之花     | 0    | 1    | 南海龍   | 2    | 0    | 花乃湖   | 7    | 3(1) | 花ノ国   | 7    | 3    |
| 濱ノ嶋     | 1    | 0    | 肥後ノ海 | 1    | 1    | 藤ノ川   | 1    | 1    | 富士乃真 | 1    | 1    |
| 双羽黒     | 1    | 6    | 鳳凰     | 0    | 1    | 北天佑   | 8    | 15   | 北勝海   | 3    | 22   |
| 舞の海     | 3    | 5    | 前乃臻   | 3    | 1    | 舛田山   | 1    | 0    | 益荒雄   | 5    | 0    |
| 三杉磯     | 1    | 0    | 三杉里   | 5    | 5    | 水戸泉   | 12   | 9    | 湊富士   | 1    | 3    |
| 武蔵丸     | 0    | 1    | 両国     | 10   | 7    | 若嶋津   | 3    | 5    | 若翔洋   | 3    | 2    |
| 若瀬川     | 8    | 5    | 若乃花   | 1    | 5    | 和歌乃山 | 1    | 2    |          |      |      |

## 四股名履歴
- 北山 聡 (きたやま さとる) 1979年3月場所
- 琴ヶ梅 聡 (ことがうめ さとる) 1979年5月場所-1984年9月場所
- 琴ヶ梅 剛史 (ことがうめ つよし) 1984年11月場所-1997年5月場所

## 年寄名履歴
- 錣山→大鳴戸